# Basilique de Lin
Pour les articles homonymes, voir Lin.
La basilique paléochrétienne de Lin (basilika paléokristiane e Linit) est une basilique paléochrétienne de style byzantin située dans le sud-est de l'Albanie, sur les rives du lac d'Ohrid, dans le comté de Korça, près de la municipalité de Pogradec (sq) (Bashkia Pogradec) et dans la zone du village de Lin appartenant à la sous-communauté d'Udenisht. Le sol en mosaïque de l'Antiquité tardive décorant le narthex et les chapelles latérales de l'église, construite au VIe siècle et détruite par un incendie au VIIIe siècle, est resté presque entièrement intact.
Depuis 2019, la région d'Ohrid, élargie pour inclure des sites en Albanie, est un site du patrimoine mondial.

## Histoire
Dans la première moitié du VIe siècle, les premiers évêques chrétiens de la ville voisine de Lükhnis (aujourd'hui Ohrid) construisent leur résidence d'été sur le promontoire où se trouve aujourd'hui Lin, et la basilique est également construite à la même époque. Selon certaines hypothèses, l'origine du nom du village remonte également à cette époque, qui s'est formée en adoptant puis en raccourcissant le nom du siège épiscopal Lükhnisz. La basilique était fortifiée et le promontoire était protégé du continent par un épais mur,. Le palais épiscopal et la basilique sont détruits par un incendie au VIIIe siècle. Avec la conquête par l'Empire bulgare au XIIe siècle, les villages environnants sont dépeuplés. À la fin du Moyen Âge, le village est à nouveau peuplé et les habitants construisent une nouvelle église en utilisant les fondations de l'ancienne basilique, dont le saint patron était saint Athanase (Kisha e Shën Thanasit).
En 1968, sous la direction de Skënder Anamali (sq), les ruines de la basilique et de la résidence épiscopale sont fouillées,.

## Description
Les vestiges du bâtiment sont situés au point culminant du promontoire s'étendant dans le lac d'Ohrid en direction nord-est, s'élevant au-dessus de Lin, du côté sud-est de la rue principale du village, la route qui y mène est signalisée. Le bâtiment lui-même est fortement endommagé, seules ses fondations sont restées. Le plan de la basilique, orientée nord-ouest/sud-est, est de forme trilobée (chœur à trois conques (de)) et est inspiré des solutions de l'église principale du bâtiment des évêques de Lükhnis,. À l'entrée nord-ouest de l'église se trouvait un atrium de 8 × 12 mètres avec une colonnade, une partie de sa cour fermée était occupée par une citerne en brique. Il y avait des entrées des deux côtés de l'atrium, par lesquelles on pouvait entrer dans le narthex de 3 × 9 mètres perpendiculairement à l'axe de l'église. Une chapelle latérale était placée de chaque côté du narthex, et un baptistère supplémentaire de plan carré avec un bassin baptismal ouvert ouvert au sud. Des tombeaux voûtés en briques étaient reliés à la chapelle latérale nord. Sur le côté longitudinal du narthex opposé à l'atrium, trois portes menaient à l'intérieur de la basilique, par lesquelles on accédait à la nef principale de 12 × 9 mètres et aux nefs latérales incurvées en lobe. Un escalier menait du bas-côté nord au caveau funéraire cruciforme de l'étage inférieur,.
La valeur la plus remarquable de la basilique de Lin est le sol en mosaïque, qui date de la même époque que sa construction, dont les solutions et les motifs présentent des similitudes avec d'autres mosaïques contemporaines connues autour du lac d'Ohrid (Oktiszi, Radolista, Studencsista), mais aussi avec les basiliques de Tushemishti et de Tepe en Albanie, et même avec des exemples plus lointains (Amphipolis) présentent des similitudes typologiques,,. Outre les motifs géométriques et végétaux, divers animaux, notamment les oiseaux et les abeilles, sont des personnages communs dans les mosaïques, dont la représentation combinée combine les traditions iconographiques païennes et chrétiennes,. Le motif dominant du sol en mosaïque de la chapelle latérale sud ouvrant sur le narthex est la croix gammée, par endroits des bêtes légendaires, et dans l'abside un canthare avec un paon debout de chaque côté. Au sol du baptistère se trouvent quatre canthares d'où coule le vin. Le sol en mosaïque de la chapelle latérale nord représente des canthares et des paons enfermés dans un losange, et dans les coins extérieurs, on peut voir des couples d'oiseaux, des gobelets et des récipients à mesurer les grains. Autrefois, les nefs principales et latérales étaient également décorées de sols en mosaïque, mais la majorité d'entre elles ont été détruites au fil des siècles. Seule la mosaïque de la chapelle du cimetière ouvrant sur le bas-côté nord a survécu,. Les pièces qui composent la mosaïque polychrome (multicolore) ont été pour la plupart taillées dans la pierre calcaire, mais à certains endroits, des briques ou des cubes de verre ont été placés sur une base de mortier de chaux mélangée à du sable et de la poussière de brique>.
À l'ouest de l'atrium, on peut encore voir les vestiges de l'épais mur qui protégeait autrefois l'église. Les ruines du palais épiscopal ne sont plus visibles, seuls les résultats des fouilles archéologiques permettent de savoir qu'il s'agissait d'un bâtiment de plan rectangulaire divisé en six pièces.

Basilique de Lin
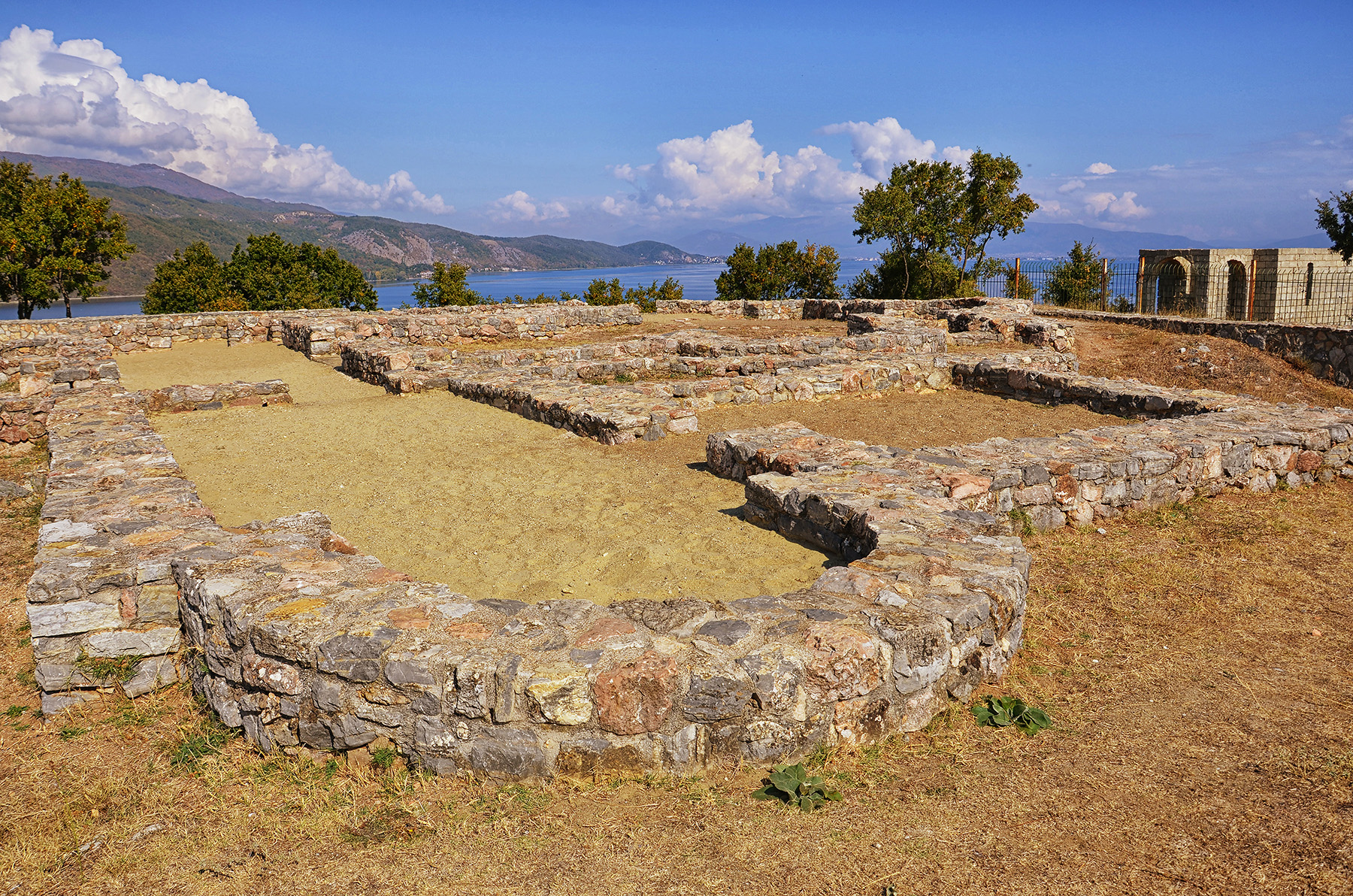
Les ruines de la basilique.
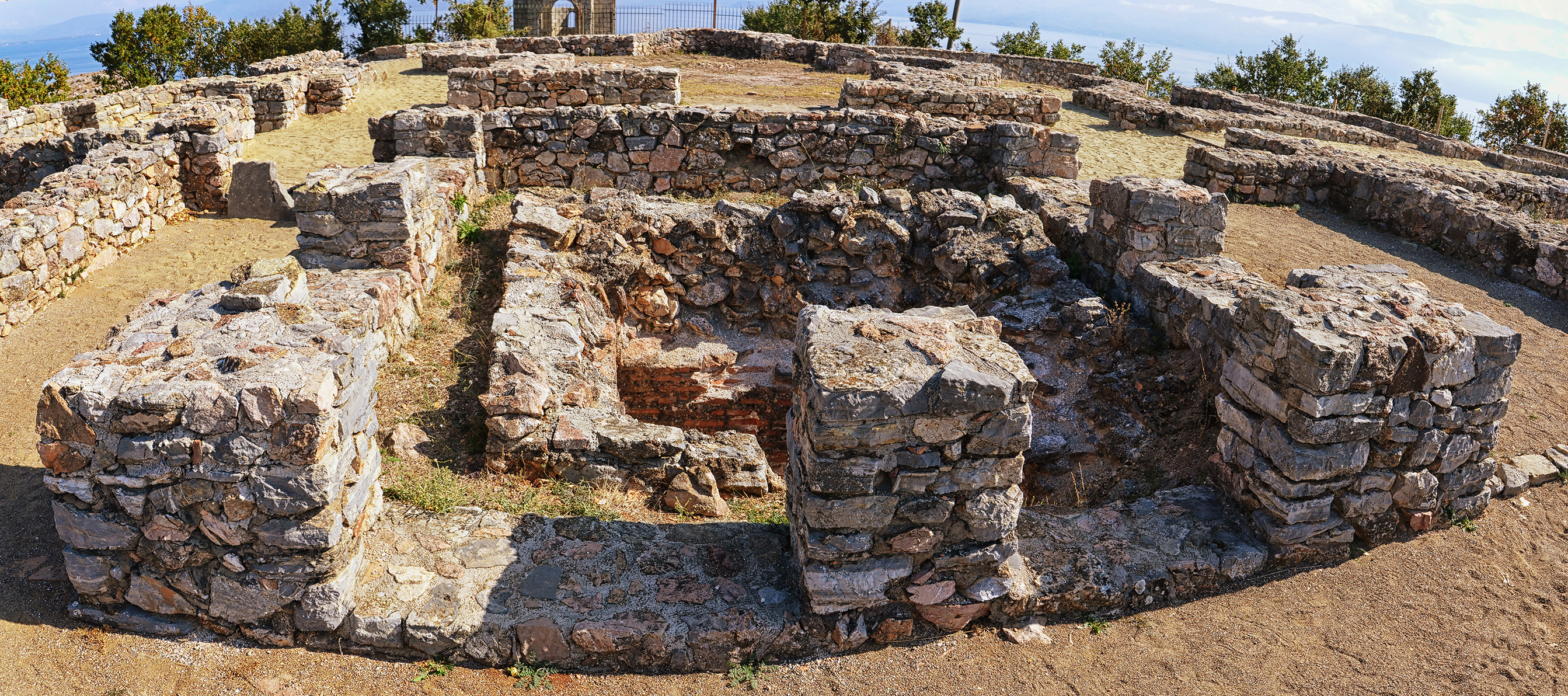
L'atrium et la citerne.
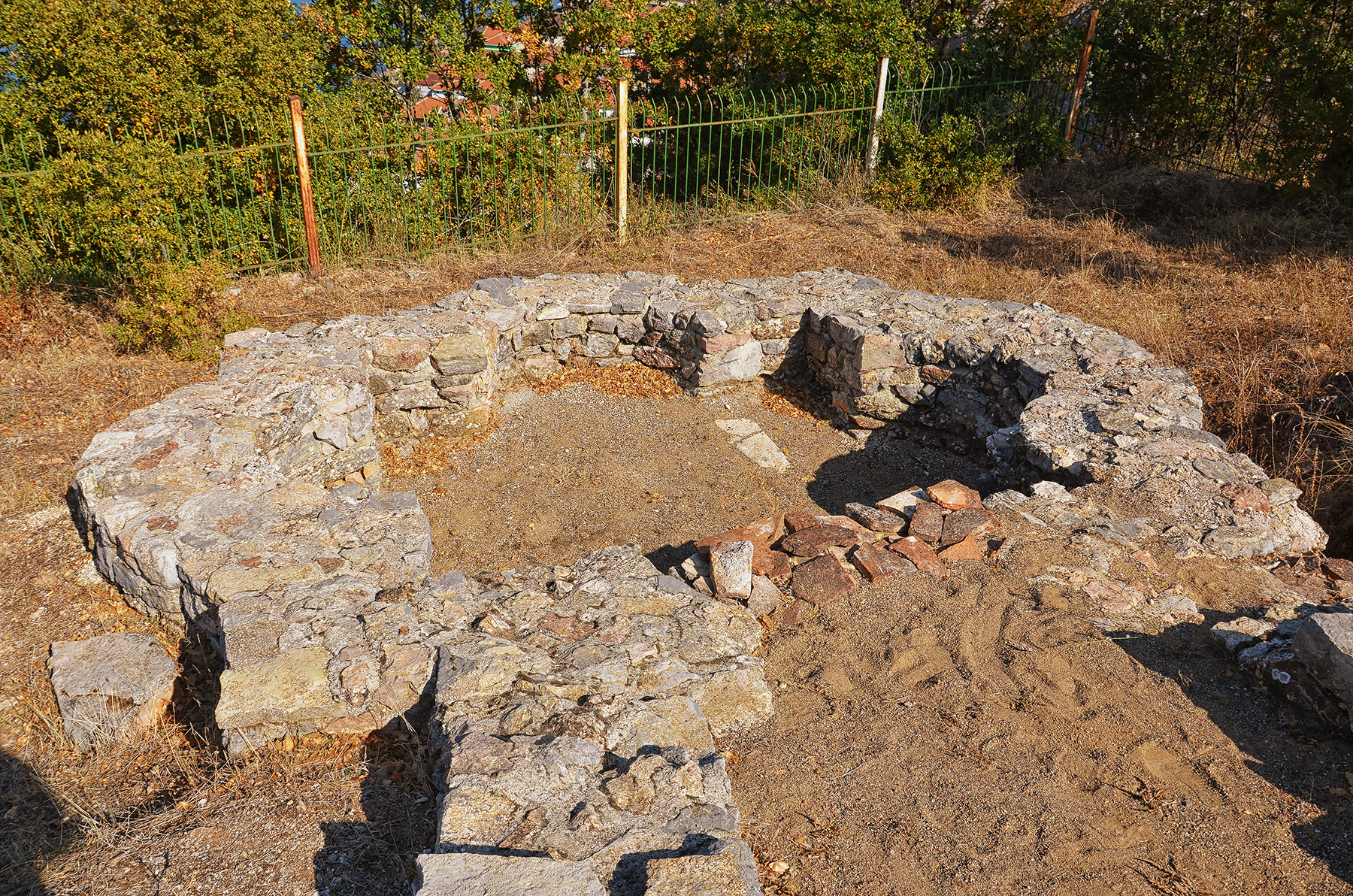
La chapelle du cimetière.

## Sources
- (en) Neritan Ceka (en), The Illyrians to the Albanians, Tirana, Migjeni, 2013 (ISBN 9789928407467). .
- (hu) Dienes Tibor, Albánia: Útikönyv [« Albanie : Guide de voyage »], Budapest, Hibernia, coll. « Varázslatos Tájak [Paysages magiques] », [2005] (ISBN 9638646713). .
- (en) Oliver Gilkes, Albania: An archaeological guide, London ; New York, I. B. Tauris, 2013 (ISBN 9781780760698). .
- (en) Muzafer Korkuti (en), Albania : Archaeological studies on the prehistory of Albania, Tirana, Academy of Sciences of Albania, 2013 (ISBN 9789995610517). .
- (en) Stefanaq Pollo (en) et Arben Puto (sq) (trad. Carol Wiseman ; Ginni Hole, assisté par Kristo Frasheri et Skënder Anamali), The history of Albania from its origins to the present day, London, Routledge & Kegan, 1981 (ISBN 9780710003652). .